# Żylice
Żylice (prononciation : [ʐɨˈlit͡sɛ]) est un village polonais de la gmina de Rawicz dans le powiat de Rawicz de la voïvodie de Grande-Pologne dans le centre-ouest de la Pologne.
Il se situe à environ 4 kilomètres au nord-ouest de Rawicz (siège de la gmina et du powiat), et à 86 kilomètres au sud de Poznań (capitale régionale).
Le village possédait une population de 197 habitants en 2014.

## Histoire
De 1975 à 1998, le village faisait partie du territoire de la voïvodie de Leszno.

Depuis 1999, Żylice est situé dans la voïvodie de Grande-Pologne.